# El Cofre Bajo
El Cofre Bajo är en ort i Mexiko.   Den ligger i kommunen Chicomuselo och delstaten Chiapas, i den sydöstra delen av landet, 800 km sydost om huvudstaden Mexico City. El Cofre Bajo ligger 620 meter över havet och antalet invånare är 277.
Terrängen runt El Cofre Bajo är varierad. Runt El Cofre Bajo är det ganska tätbefolkat, med 111 invånare per kvadratkilometer. Närmaste större samhälle är Frontera Comalapa, 14,0 km öster om El Cofre Bajo. I omgivningarna runt El Cofre Bajo växer huvudsakligen savannskog.